# احضار (مجموعه تلویزیونی)
احضار یک مجموعهٔ تلویزیونی ایرانی محصول سیما فیلم در ژانر درام و ماورایی است که در ماه رمضان ۱۴۰۰ از شبکهٔ یک تلویزیون ایران پخش شد. این مجموعه با ۴۳٫۱ درصد مخاطب پربیننده‌ترین سریال در ماه رمضان ۱۴۰۰ است.

## داستان
داستان این سریال با سفر چهار دوست شروع می‌شود. در این سفر مائده که عاشق کامرانی است دست به دامان خرافات شده تا کامرانی (خواستگار قبلی او) برگردد. در همین سفر بین دوستان فاصله می‌افتد و کامرانی خواستگار قبلی مائده این بار برای خواستگاری از دختر دایی مائده، زهره سفر آنها را به هم می‌زند. کامرانی می‌خواهد زهره را ببیند اما مائده نمی‌گذارد و کامرانی با سرعت زیاد دنبال مائده و زهره می‌کند اما در راه تصادف کرده و می‌میرد. مائده که با این اتفاق دچار عذاب وجدان شده با کمک دوست خود سوسن پیش یک فالگیر رفته و از او می‌خواهد تا روح کامرانی را احضار کند اما مینو ده میلیون تومان از مائده پولدار می‌گیرد و به کمک بهروز کارمند خود حریم خصوصی او را هک می‌کند و به او دروغ‌هایی دربارهٔ کامرانی می‌گوید و مثلاً جای او حرف می‌زند اما مائده در اواسط جلسه احضار روح کامرانی را می‌بیند و با او حرف می‌زند. مینو و کارمندان او را مسخره می‌کنند و فکر می‌کنند توهم زده است. در همین وقت و بعد از این جلسه …

## بازیگران
| بازیگر          | نقش          |
| --------------- | ------------ |
| آرش مجیدی       | فرهاد        |
| میلاد میرزایی   | محسن کامرانی |
| افسانه چهره‌آزاد | مینو         |
| صالح میرزاآقایی | افشین        |
| علی دهکردی      | علی اکبر     |
| رضا توکلی       | حمید         |
| نسرین نکیسا     | معصومه       |
| مریم سرمدی      | شیده         |
| محمدهادی دیباجی | مهرداد       |
| آدرینا صادقی    | مائده        |
| مینو آذرمگین    | زهره         |
| غزال نظر        | رها          |
| درسا بختیار     |              |
| خیام وقارکاشانی | بهروز        |
| مرتضی کاظمی     |              |
| مریم یوسف       |              |
| دینا هاشمی      |              |
| غزاله فغانی     |              |
| رضا امامی       |              |
| مهرزاد جعفری    |              |
| رادمهر رزمجوی   |              |
| نازنین هاشمی    |              |
| سیما شایسته     |              |

## پربیننده‌ترین سریال رمضان ۱۴۰۰
در میان سریال‌های تلویزیون احضار با ۴۳٫۱ درصد مخاطب و رضایت حدود ۷۴ درصد در حد زیاد در صدر سریال‌های ماه رمضان قرار گرفته است و از طریق سایت تلوبیون حدود ۱۶٬۵ میلیون بازدید دارد.